# René Joyeuse
Pour les articles homonymes, voir Joyeuse.
René Joyeuse, né en 1920 à Zurich et mort en juin 2012 à Upstate New York, est un militaire, médecin et chercheur suisse. Il participe à l'opération Sussex lors de la Seconde Guerre mondiale.

## Biographie
René Joyeuse naît René Veuve en 1912 ou 1920 à Zurich, dans une famille franco-italienne appartenant à la classe ouvrière. Son père est un poseur de revêtement de sols, originaire du Jura neuchâtelois ; sa mère est une domestique de la région de Bergame. Il est l'aîné de huit enfants.
Il passe la plus grande partie de son enfance en Alsace, avec sa mère. Il est scolarisé à l'âge de 12 ans à Zurich, puis en Suisse romande. Il fait ensuite des études de philosophie aux universités de Besançon et de Montpellier, dont il sort diplômé en 1940. Il fuit aux États-Unis pour éviter d'être recruté par l'armée allemande.
Appelé en 1943 par les Forces françaises libres alors qu'il étudie aux États-Unis, il est recruté par l'Office of Strategic Services et prend le nom de Joyeuse, en référence à La Veuve joyeuse,,. Parachuté en France occupée au-dessus de Chartres lors de l'opération Sussex, il monte à Paris grimé en paysan et parvient pendant cinq mois à y recueillir et à transmettre des informations sur les mouvements des troupes et les fabriques d'explosifs. Ses actions permettent également à plus de 200 pilotes alliés de s'échapper par un réseau secret,,. Il est par la suite un des premiers officiers alliés à entrer dans le camp de concentration de Bergen-Belsen. Pour ses services, il reçoit la Distinguished Service Cross de Dwight D. Eisenhower. Il est également décoré de la Légion d'honneur.
Après la Seconde Guerre mondiale, il travaille dans le renseignement en Indochine, puis étudie la médecine à la Sorbonne à Paris. Il y rencontre sa future épouse,, Suzanne, une infirmière en formation, avec qui il aura deux enfants.
Ils émigrent aux États-Unis en 1955, où il travaille comme chirurgien et comme chercheur aux universités de Californie à Los Angeles et de Rutgers,.

### Mort et sépulture
René Joyeuse meurt en juin 2012 à Upstate New York, à l'âge de 92 ans.
À la suite notamment de l'intervention de David Petraeus et William H. McRaven, ses enfants obtiennent en mars de l'année suivante le droit que l'urne contenant ses cendres soit ensevelie dans le cimetière national d'Arlington. Il est le premier Suisse à avoir cet honneur.